# Lycurus
Lycurus Kunth é um género botânico pertencente à família Poaceae.